# Jean-Louis Van Geel
Jean-Louis Van Geel, conocido como   Louis Van Geel , fue un escultor belga, nacido el 28 de septiembre de 1787 en  Malinas y fallecido el 1852 en Bruselas. Fue laureado con el segundo Premio de Roma en escultura el año 1811.

## Datos biográficos
Jean-Louis Van Geel nació en Malinas en el año 1787, en el territorio de Flandes gobernado por los Haubsburgo de Austria. Cuando contaba con dos años de edad, su ciudad natal pasó a ser territorio de Francia. Su padre, Jean-François Van Geel , era profesor de dibujo en la academia de Malinas.
Alumno de su padre en la academia de su ciudad natal durante el periodo comprendido entre 1802 y 1806; obtuvo en 1807 el premio de copia de modelo, y fue nombrado profesor adjunto en esa academia.
En 1809, se trasladó a Paríspara ingresar en la Academia real de pintura y de escultura, como alumno de Philippe-Laurent Roland. Asistió también al taller de  Jacques-Louis David.
En 1811, obtuvo el segundo premio de Roma de escultura por la obra titulada La Mort d'Épaminondas, superado por David d'Angers, que obtuvo el primer premio. Residió en la Villa Médicis de Roma a partir de 1813, su viaje fue interrumpido por la caída del Imperio y la creación del Reino de los Países Bajos (1815-1830). El nuevo soberano, Guillaume I, le concedió una pensión para continuar sus estudios en Roma, pero permaneció poco tiempo allí ya que fue nombrado primer escultor de la corona en 1816.

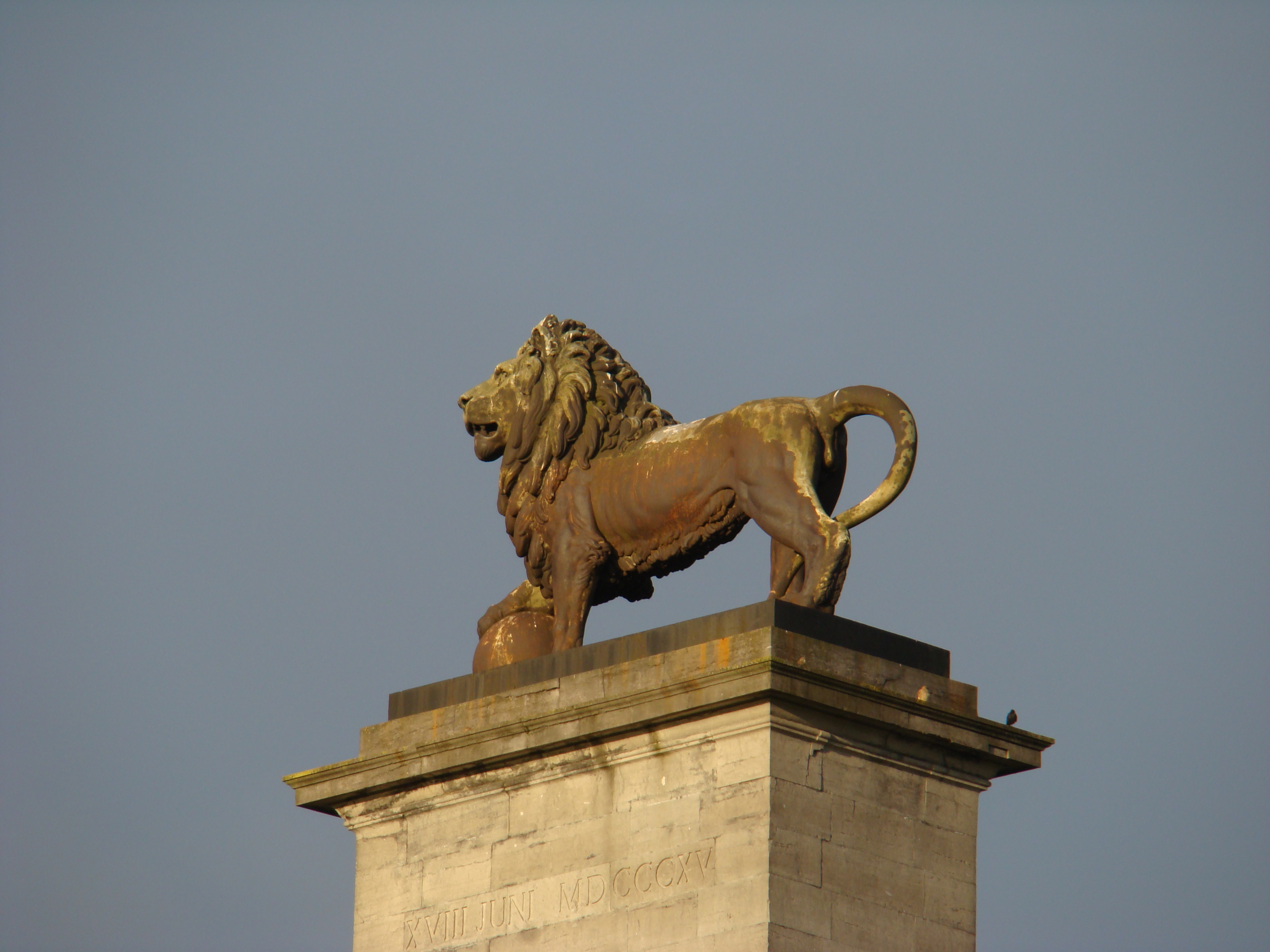
El león de Waterloo (1826), en la colina del León (en francés Butte du Lion, Waterloo.

Instalado en Bruselas, se empleó en el encargo de la escultura del  León de Waterloo.
Entre 1830 y 1833, fue profesor en la academia de Amberes.
A partir de 1840, su estado de ánimo decae cayendo en las sombras de la melancolía y sus facultades se oscurecen. Cesó su actividad artística, y falleció en Bruselas aislado y en la miseria el año 1852, a los 64 años.

## Obras
Van Geel realizó muchos bustos de mármol , especialmente los de los Príncipes de Orange, la princesa Marianne, y el gran duque Nicolás de Rusia.
Se le atribuyen las estatuas de San Pedro y San Pablo instaladas por encima de la puerta de la Catedral de San Miguel y Santa Gúdula de Bruselas; y en la parte lateral del mismo edificio, las estatuas de los condes de Lovaina Enrique I, Enrique II, Enrique III, y Balderic Lambert.
En 1832, el rey Leopoldo I le compró el mármol del pastor toca la flauta, estatua de inspiración antigua, que los críticos han venido considerando la obra maestra del escultor y que se conserva en las colecciones del Estado.
Su grupo alegórico de terracota La Unión de los Países Bajos y Bélgica (1816), conservado en el Rijksmuseum de Ámsterdam, ilustra la unificación de los Países Bajos y Bélgica: el escultor representa la unión de dos mujer coronadas con almenas, tomadas de la mano, en un estilo neoclásico. Encarna la República de las Provincias Unidas. La figura de la derecha sostiene un caduceo, símbolo del comercio, y detrás de ella, evoca a la agricultura con un arado. Mientras que la figura de la izquierda representa el sur de Holanda. Entre ambas a  sus pies, el león del reino alza la zarpa delantera sobre un haz de siete flechas.··
El León de Waterloo dominando la Butte du Lion es su obra más famosa: encargado por el rey Guillermo I de los Países Bajos, este monumento se erige en el lugar donde su supuesto hijo, el príncipe Federico de Orange-Nassau , fue herido en el hombro al final de la batalla de Waterloo. La obra, fundida en los talleres de John Cockerillen Seraing,  mide 4,5 m de largo y 4,5 m. El monumento fue inaugurado el 4 de noviembre de 1826. 